# Vasikkasaari (ö i Finland, Södra Savolax, Nyslott, lat 62,18, long 28,17)
Vasikkasaari är en ö i Finland. Den ligger i sjön Haukivesi och i kommunen Rantasalmi i den ekonomiska regionen  Nyslotts ekonomiska region  och landskapet Södra Savolax, i den sydöstra delen av landet, 280 km nordost om huvudstaden Helsingfors. Öns area är 4,5 hektar och dess största längd är 470 meter i öst-västlig riktning.